# Hanna Nordström
Johanna (Hanna) Mathilda Nordström, född Lock den 29 september 1862 i Maria Magdalena församling, Stockholm, död den 17 februari 1953 i Bromma församling, Stockholm, var en svensk socialdemokrat. Hon tillhörde socialdemokratins pionjärer. 
Hanna Nordström var cigarrmakare. Hon var styrelseledamot i Skandinaviska Tobaksarbetareförbundet (avd 2, Tobaksindustriarbetareförbundet), och ordförande 1904–1905. Detta var troligen första gången en kvinna valdes till ordförande för en fackförening för både män och kvinnor. Hon var ledamot av förbundsstyrelsen 1913–1916, ombud vid extra partikongressen 1907, och ombud vid kvinnokonferensen 1908.
Hon var gift med instrumentmakaren R. Nordström, och hade två barn. Makarna separerade 1894. Hanna Nordström är begravd på Skogskyrkogården i Stockholm.